# Haldor Halderson
Haldor Halderson   (Winnipeg, 6 de gener de 1900 - Winnipeg, 1 d'agost de 1965) va ser un jugador d'hoquei sobre gel canadenc, fill d'immigrants islandesos que va competir a començaments del segle xx.
De jove jugà al Winnipeg Falcons, i el 1920, un cop finalitzada la Primera Guerra Mundial, va prendre part en els Jocs Olímpics d'Anvers, on guanyà la medalla d'or en la competició d'hoquei sobre gel. Posteriorment va jugar al Victoria Cougars, amb qui guanyà la Stanley Cup de 1925 i acabà retirant-se als Wichita Skyhawks el 1937.
El 1965 fou incorporat al Manitoba Hockey Hall of Fame.